# A királynő kutyája
A királynő kutyája (eredeti cím: The Queen's Corgi) 2019-ben bemutatott egész estés belga 3D-s számítógépes animációs filmvígjáték, amelyet Ben Stassen és Vincent Kesteloot rendezett. Az animációs játékfilm producere szintén Ben Stassen volt. A forgatókönyvet John R. Smith és Rob Sprackling írta, zenéjét Ramin Djawadi szerezte. A mozifilm a Belga Productions és az nWave Pictures gyártásában készült, a Belga Films forgalmazásában jelent meg. A cselekményt II. Erzsébet brit királynő és házi kedvenc korgijai ihlették: a történet egy Rex nevű kitalált korgi történetét meséli el, amely megszökik a palotából, majd megpróbál hazatalálni.
Belgiumban 2019. április 3-án, Magyarországon 2019. március 14-én mutatták be a mozikban. A film egyöntetűen negatív véleményeket kapott a kritikusoktól. Világszerte 31,4 millió dolláros bevételt termelt a 20 millió dolláros költségvetéssel szemben.

## Cselekmény
|  | Alább a cselekmény részletei következnek! |

Rex a királynő kedvenc korgija („Főebe”), és három másik korgi társával együtt luxuséletet él a Buckingham-palotában. Donald Trump elnök és felesége, Melania Trump, valamint saját korgijuk, Mitzi látogatásán a királynő felveti, hogy talán valamelyik korgija megfelelő társnak bizonyulhatna Mitzi számára. Mitzi Rexet választja, Rex viszont egyáltalán nem örül annak, hogy Mitzi a párja lesz. Miután Rex többször is kitér előle, Mitzi végül az ebédlőbe kergeti, ahol Rex véletlenül megharapja az elnök „tiltott zónáját”, ami mélységesen feldühíti az elnököt és a királynőt is.
Rexet, aki szégyelli, hogy szégyent hozott a királynőre, Charlie, a királynő másik korgija vigasztalja, aki viszont titokban féltékeny Rex pozíciójára. Charlie azzal a hamis ígérettel csalogatja ki a palotából, hogy Ferenc pápa a Vatikánban kutyákat keres, Charlie pedig eldugja Rex nyakörvét, és egy patakhoz vezeti Rexet, azzal a szándékkal, hogy a vízbe lökve megfullassza.
Rexet ekkor egy férfi menti ki a patakból, aki egy kutyamenhelyre viszi. Ott Rex viselkedése eleinte elidegeníti őt a többi kutyától, de egy idő után hamarosan beilleszkedik, és beleszeret Wandába, egy sztriptíztáncos szukába is. Wanda kezdetben óvatos Rexszel szemben, de hamarosan ő is őszinte érzéseket táplál iránta. Ez azonban felkelti Tyson, egy korábbi harci kutya haragját, aki szintén ugyanígy érez Wanda iránt, és aki a menhelyi kutyák vezetője is. Rex végül meggyőzi a többi kutyát, hogy fogjanak össze Tyson ellen, és így együtt legyőzik őt és megszöknek.
Új barátaival és Wandával együtt Rex visszatér a palotába; az őrök azonban nem ismerik fel, és kidobják a palotából, mivel Charlie-nak sikerült azt a látszatot keltenie, hogy Rexet a palota udvarán rókák ölték meg. Rex a barátai segítségével mégis beoson a palotába, ahol mindenki megpróbálja megakadályozni, hogy Charlie legyen az új „Főeb”. Charlie azonban a ceremónia előtt csapdába ejti Rexet és Wandát egy szobában, és felgyújtja azt. Rex segítségével Wanda megmenekül a tűzből, és a többi kutyával együtt megmentik Rexet is az égő romok közül.
A királynő, akit Wanda csalogatott a szobába, örömmámorban úszik, amikor Rexet élve és egészségesen találja, és éppen azon van, hogy visszaadja neki a „Főeb” pozícióval járó megtiszteltetést. Rex azonban visszautasítja, mivel a Wanda iránti szerelmét többre becsüli, mint a pozícióját. Így hát Charlie-ra hagyja a pozíciót, aki a „Főebbé” válás következtében kénytelen feleségül venni Mitzit és Amerikába költözni, míg Rex és a másik két korgi továbbra is a palotában élhet, új barátaikkal együtt.
|  | Itt a vége a cselekmény részletezésének! |

## Szereplők
| Szereplő      | Eredeti hang     | Magyar hang        |
| ------------- | ---------------- | ------------------ |
| Rex           | Jack Whitehall   | Jakab Márk         |
| Charlie       | Matt Lucas       | Fesztbaum Béla     |
| Margaret      | Debra Stephenson | F. Nagy Erika      |
| Melania Trump | Debra Stephenson | N/A                |
| Nelson        | Colin McFarlane  | Háda János         |
| Vezér         | Colin McFarlane  | Ujlaki Dénes       |
| II. Erzsébet  | Julie Walters    | Pásztor Erzsi      |
| Donald Trump  | Jon Culshaw      | Hajdu István       |
| Bernard       | Jon Culshaw      | Tokaji Csaba       |
| Fülöp herceg  | Tom Courtenay    | Papp János         |
| Mitzi         | Sarah Hadland    | Kisfalvi Krisztina |
| Állatorvos-nő | Sarah Hadland    | Andresz Kati       |
| Jack          | Iain McKee       | Szabó Máté         |
| Al            | Steve Kynman     | Fekete Zoltán      |
| Wanda         | Sheridan Smith   | Andrádi Zsanett    |
| Sanjay        | Kulvinder Ghir   | Kapácsy Miklós     |
| Palotaőr #1   | Kulvinder Ghir   | N/A                |
| Palotaőr #2   | Kulvinder Ghir   | N/A                |
| Palotaőr #3   | N/A              | Csuha Lajos        |
| Ginger        | Rasmus Hardiker  | Markovics Tamás    |
| Csivava       | Rasmus Hardiker  | Vida Péter         |
| Tyson         | Ray Winstone     | Borbiczki Ferenc   |
| Kislány       | Twinkle Jaiswal  | N/A                |

## A film készítése
A filmet a belga nWave Pictures cég gyártotta és animálta, a Charades cég szerezte meg a film forgalmazási jogait az egész világon, kivéve Észak-Amerikát, Skandináviát és a Benelux-államokat.
A film elkészítése körülbelül 20 millió dollárba került.

### Zene
A film zenéjét a német Ramin Djawadi komponálta. Stassen-nek és Djawadi-nak ez volt a hetedik közös munkája együtt.

## Megjelenés
A filmet legelőször Hollandiában mutatták be 2019. február 14-én, Franciaországban és Belgiumban 2019. április 3-án került mozikba. 2020 folyamán a világ más országaiban is bemutatásra került, többek között Kínában, az Egyesült Királyságban, Latin-Amerikában, az Egyesült Államokban és Oroszországban is.

## Fogadtatás
A filmet egyöntetűen negatívan fogadták a kritikusok. A filmkritikusok véleményét összegző Rotten Tomatoes 20 kritikus véleménye alapján 0%-osra értékelte, 3,6/10-es átlagértékeléssel.
A The Independent kritikája szerint a film "mélységesen kellemetlen és semmiképpen sem alkalmas gyerekek számára."

## Fordítás
Ez a szócikk részben vagy egészben  a   The Queen's Corgi című angol Wikipédia-szócikk fordításán alapul.  Az eredeti cikk szerkesztőit annak laptörténete sorolja fel. Ez a jelzés csupán a megfogalmazás eredetét és a szerzői jogokat jelzi, nem szolgál a cikkben szereplő információk forrásmegjelöléseként.